# Laffite-Toupière
Laffite-Toupière este o comună în departamentul Haute-Garonne din sudul Franței. În 2009 avea o populație de 86 de locuitori.

## Evoluția populației
| An        | 1975 | 1982 | 1990 | 1999 | 2006 | 2009 |
| --------- | ---- | ---- | ---- | ---- | ---- | ---- |
| Populație | 76   | 80   | 81   | 70   | 75   | 86   |